# Klaras Fall
Klaras Fall, auch Die Spur führt ins Leere, (Rånarna) ist ein schwedischer Kriminalfilm von Peter Lindmark aus dem Jahr 2003.

## Handlung
Die 33-jährige ehrgeizige introvertierte Klara Arvidsson arbeitet als Kriminalkommissarin bei der Schwedischen Polizei. Eine sehr gut und professionell organisierte Räuberbande überfällt im paramilitärischen Stil eine Stockholmer Bank und taucht danach spurlos mit ihrer Millionenbeute unter.
Klara erhält den Auftrag gemeinsam mit ihrem Kollegen Greger Krona gegen diese brutale Bande zu ermitteln. Da zwei ehemalige Kollegen bald als verdächtig erscheinen, führen Klara und Greger die Ermittlung fast auf sich allein gestellt durch. Auch der sechsjährige Sohn des Bankdirektors wurde dabei anscheinend entführt, weswegen dieser wohl offensichtlich mit den Entführern zusammen arbeitet.
Klara fühlt sich in diesem Zusammenhang an den Verlust ihrer eigenen Tochter vor zwei Jahren erinnert und will daher um jeden Preis das Kind retten. Vermeintliche Unterstützung erhält die Kommissarin von ihrem Freund Frank. Nach der Festnahme eines der Entführer (ein gewisser Jarkko) stellt sich heraus, dass Klaras Freund zu den Entführern gehört.
Der Verhaftete wird ins Krankenhaus gebracht, als er einen medizinischen Zusammenbruch erleidet. Klara fährt im Krankenwagen mit, als eine dunkle Mercedes-Limousine den Krankenwagen ausbremst und die Entführer des Jungen ihren Komplizen mit Blutvergießen befreien wollen. Die Befreiung scheitert, weil Klara Jarkko erschießt.
Klara wird anschließend von ihrem Kollegen gerettet und als sie sich in einen Park setzt, fällt ihr ein Schiff ein, welches auf einer Transaktion war. Sie fährt hin, befreit den Jungen und Frank entdeckt sie, gibt aber keinen Alarm. Er hilft ihr, tötet einen Komplizen und wird von einem weiteren Komplizen angeschossen, kann ihn aber noch töten, bevor dieser Klara umgebracht hätte. Es bleibt offen, ob Frank überlebt hat, da jede Spur von ihm fehlt.

## Kritiken
„Wieder einmal entpuppen sich die Schweden als gelehrige Schüler Hollywoods und servieren einen geschliffenen Actionthriller, der seinen höher budgetierten Vorbildern aus der Traumfabrik („Heat“ lässt grüßen) weder in Aufwand noch Intensität sonderlich nachsteht. Zahlreiche unvermutete, doch nie aufgesetzte Wendungen und facettenreiche Figuren auf beiden Seiten des Gesetzes garantieren Hochspannung bis zum feurigen Verfolgungsjagdfinale. Mangels bekannterer Namen gleichwohl nicht mehr als qualitativ hochwertige Ergänzung.“

„Cop-Thriller nach amerikanischen Vorbildern, der durch die glaubwürdigen Charaktere für sich einnimmt.“